# Ahmed Faras

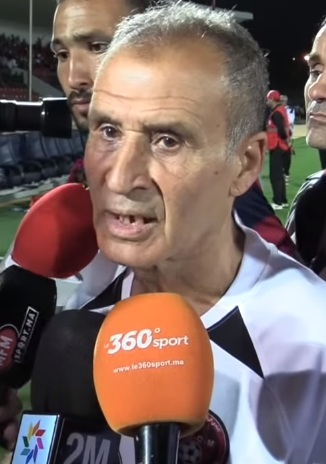
Ahmed Faras (2019)

Ahmed Faras (arabisch أحمد فرس, DMG Aḥmad Faras; * 7. Dezember 1946 in Fedala (heute Mohammedia); † 16. Juli 2025 ebenda) war ein marokkanischer Fußballspieler. Der Linksfuß galt als einer der besten Mittelstürmer seines Landes und wurde 1975 zu Afrikas Fußballer des Jahres gewählt.
Mit 36 internationalen Toren ist er Marokkos bester Torschütze aller Zeiten.

## Karriere
Faras verbrachte seine gesamte Karriere beim marokkanischen Fußball-Club Chabab Mohammédia. Neben seiner Auszeichnung als Afrikas Fußballer des Jahres 1975 wurde er 1969 und 1973 als Torschützenkönig ausgezeichnet. Mit seiner Mannschaft holte er 1972 und 1975 den marokkanischen Fußballpokal.
Mit der marokkanischen Nationalmannschaft nahm er an der Weltmeisterschaft 1970 in Mexiko teil. In der Gruppe D traf er mit seinem Team auf die Auswahlmannschaften der Bundesrepublik Deutschland, Perus und Bulgariens. Nach einer knappen Niederlage (1:2) gegen Deutschland, einem 0:3 gegen Peru sowie einem abschließenden Remis (1:1) gegen die Bulgaren verabschiedete sich die Mannschaft als Schlusslicht ihrer Gruppe aus dem Turnier. Zwei Jahre später nahm Faras als Mitglied der Nationalmannschaft an den Olympischen Sommerspielen 1972 in München teil. Sein größter Erfolg als Nationalspieler gelang ihm, als er sich mit seiner Mannschaft im Finale gegen Guinea die Afrikameisterschaft 1976 sicherte.
Im Juli 2025 starb Faras nach langer Krankheit im Alter von 78 Jahren.